# شارل فريدل
شارل فريدل (بالفرنسية: Charles Friedel)‏ ولد في (12 مارس 1832 – 20 أبريل 1899) ، كان عالم كيميائي فرنسي متخصص في علم البلورات و علم المعادن من مدينة ستراسبورغ ، فرنسا يعرف بسبب اكتشافه مع مساعدة الأمريكي جيمس كرافتس طرقاً جديدة لتحضير مشتقات ألكيل للبنزين ArR عن طريق استبدال إحدى ذرات هيدروجين الحلقة الأروماتية بمجموعة ألكيل , و ذلك بمعالجة المركب الأروماتي بهاليد الألكيل (كاشف الألكلة) و كلوريد أو بروميد الألومينيوم كعامل مساعد للتفاعل. و قد سميت هذه التفاعلات باسم تفاعلات ألكلة فريدل- كرافتس. يذكر أن تشارلز حاول أن يصنع ألماساً إصطناعياً. كان أحد تلامذة العالم الفرنسي لوي باستير في جامعة باريس. في سنة 1876 م أصبح شارلز بروفيسوراً في الكيمياء و علم المعادن .
التحق ابنه جورج فريدل (1865 – 1933) به ليصبح عالم عداني في علم المعادن .